# هانس هاوينسشيلد فون آدم
هانس هاوينسشيلد فون آدم (و. 1886 – 1917 م) هو ضابط ألماني، ولد في بايرش آيزنشتاين، توفي عن عمر يناهز 31 عاماً، بسبب قتل في المعركة.

## الخدمة العسكرية
خدم في الجيش الإمبراطوري الألماني.